# Platyoides alpha
Espèce
Synonymes
- Platyoides beta Lawrence, 1928

Platyoides alpha est une espèce d'araignées aranéomorphes de la famille des Trochanteriidae.

## Distribution
Cette espèce se rencontre en Afrique du Sud, au Botswana, en Namibie et en Angola.

## Description
Le mâle syntype mesure 6 mm.
Le mâle décrit par Platnick en 1985 mesure 5,78 mm et la femelle 7,32 mm.

## Systématique et taxinomie
Cette espèce a été décrite par Lawrence en 1928.
Platyoides beta a été placée en synonymie par Platnick en 1985.

## Publication originale
- Lawrence, 1928 : « Contributions to a knowledge of the fauna of South-West Africa VII. Arachnida (Part 2). » Annals of the South African Museum, vol. 25, p. 217-312 (texte intégral).